# Modèle mental
 (octobre 2020).
Si vous disposez d'ouvrages ou d'articles de référence ou si vous connaissez des sites web de qualité traitant du thème abordé ici, merci de compléter l'article en donnant les références utiles à sa vérifiabilité et en les liant à la section « Notes et références ».
En psychologie cognitive, un modèle mental est une représentation permettant de simuler mentalement le déroulement d'un phénomène pour anticiper les résultats d'une action. La notion de modèle mental est également largement employée en ergonomie cognitive et interaction homme-machine.

## Historique
Le terme de modèle mental provient de Kenneth Craik dans son livre The Nature of Explanation publié en 1943,.
John Bowlby s'en inspire dans ses travaux sur la théorie de l’attachement. Il affirme en effet que le « modèle interne opérant » (Internal Working Model guide la perception de l’enfant et ses relations interpersonnelles de manière dynamique. Il souligne leur aspect dynamique, en ce sens qu’ils opèrent dans la vie de l’enfant, en le guidant dans sa manière de percevoir et de se conduire dans ses relations interpersonnelles.